# Amoeiro
Amoeiro település Spanyolországban, Ourense tartományban. Amoeiro Maside, San Cristovo de Cea, Vilamarín, Coles, Ourense és Punxín községekkel határos. Lakosainak száma 2399 fő (2024).

## Népesség
A település népessége az elmúlt években az alábbi módon változott:
| Lakosok száma | 2318 | 2322 | 2334 | 2327 | 2278 | 2274 | 2231 | 2280 | 2369 | 2399 |
|               | 2001 | 2004 | 2007 | 2009 | 2012 | 2014 | 2017 | 2019 | 2022 | 2024 |